# Theodor Rumpf

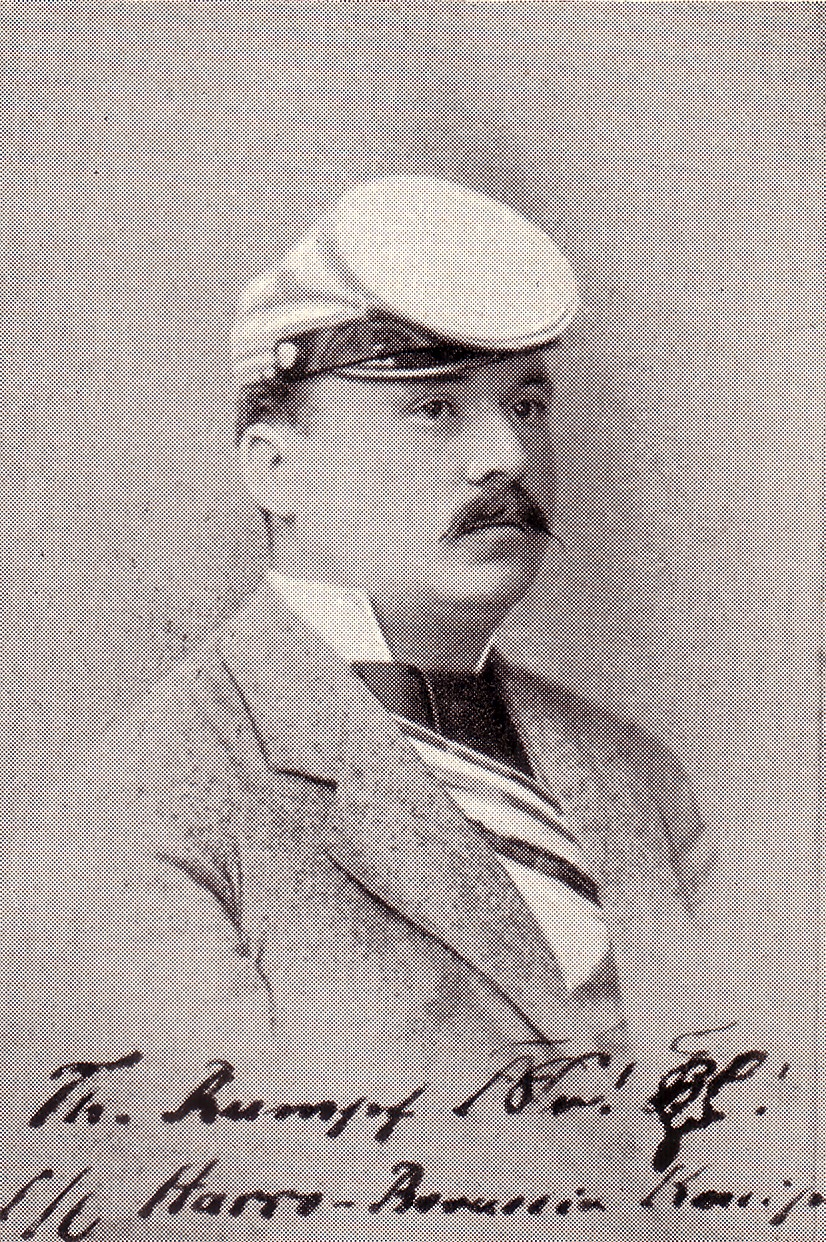
Theodor Rumpf

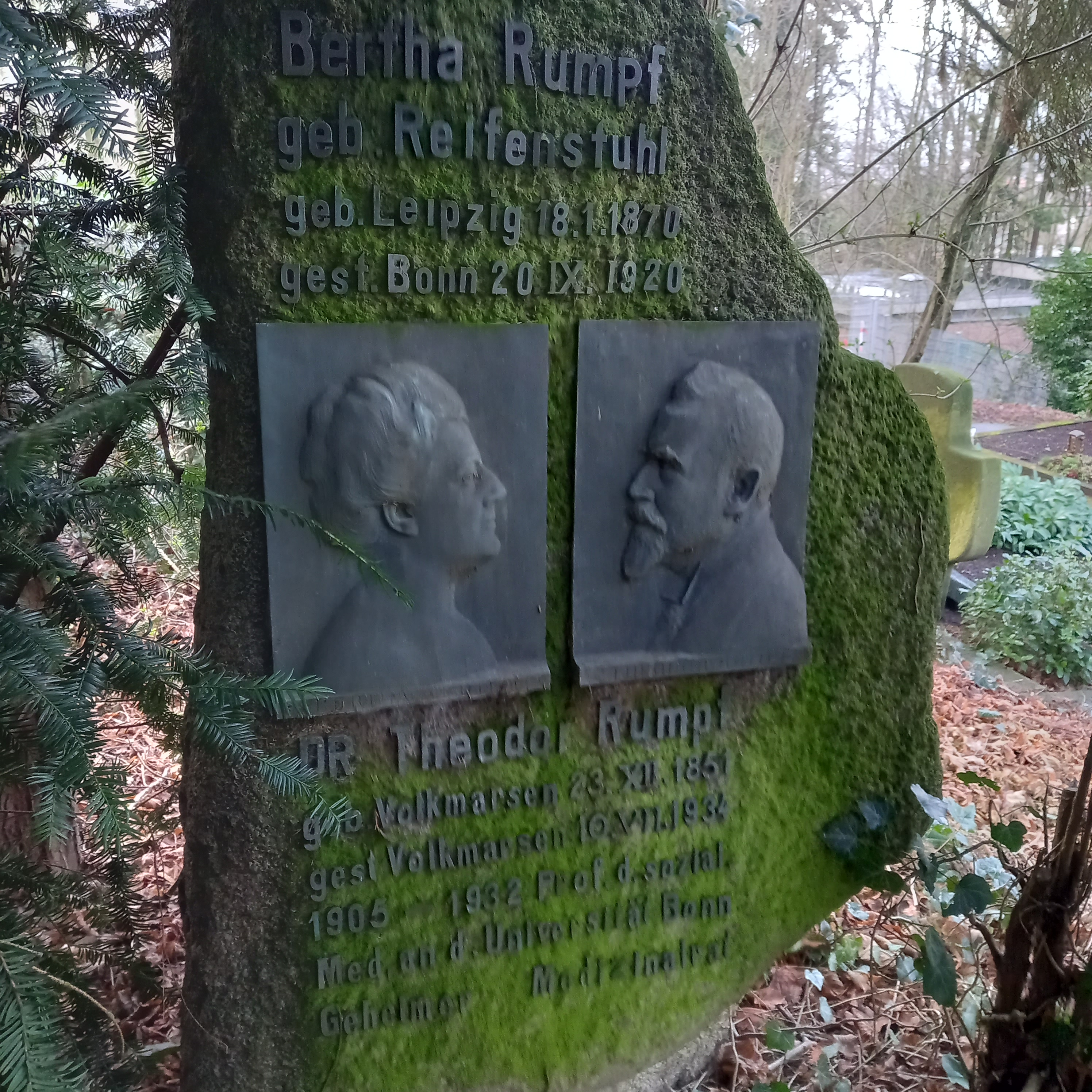
Das Grab von Theodor Rumpf und seiner Ehefrau Bertha geborene Reifenstuhl auf dem Kessenicher Bergfriedhof in Bonn

Heinrich Theodor Maria Rumpf (* 23. Dezember 1851 in Volkmarsen; † 10. Juli 1934 ebenda) war ein deutscher Internist, Infektiologe, Neurologe und Hochschullehrer.

## Leben
Theodor Rumpf studierte an der Philipps-Universität Marburg, der Albert-Ludwigs-Universität Freiburg, der Universität Leipzig und der Ruprecht-Karls-Universität Heidelberg. Als Consemester von Hermann Kümmell wurde er 1873 im Corps Hasso-Nassovia aktiv. 1876 war er in Freiburg im Breisgau einer der ersten Corpsburschen der Hasso-Borussia, deren Ehrenmitglied er später wurde. 1877 wurde er in Heidelberg zum Dr. med. promoviert. Von 1876 bis 1878 wandte er sich bei Wilhelm Erb in Heidelberg zunächst der Neurologie zu. Von 1879 bis 1882 war er Arzt in Düsseldorf. 1882 habilitierte er sich an der Rheinischen Friedrich-Wilhelms-Universität Bonn, die ihn 1887 als a. o. Professor berief. 1888 wechselte er an die heimatliche Universität Marburg, deren Medizinische Poliklinik er als Direktor und Extraordinarius leitete. Unter anderem gründete er 1889 einen Milchverein zur Bekämpfung der Ernährungsstörungen und Säuglingssterblichkeit.
Der Senat der Freien und Hansestadt Hamburg bestellte ihn 1892 als Direktor des neuen Allgemeinen Krankenhauses Eppendorf. Damit war er zugleich Chefarzt einer (der IV.) Medizinischen Abteilung und der Epidemie-Abteilung. Hier befasste er sich mehr mit Infektionskrankheiten und Klinischer Chemie. Keine drei Monate im Amt und „mit den schwierigen Hamburger Verhältnissen noch nicht vertraut“, musste er als Leiter der beiden Allgemeinen Krankenhäuser die Hauptverantwortung für die Bekämpfung der großen Choleraepidemie übernehmen, die im August 1892 in Hamburg ausgebrochen war. Obwohl er dadurch zu Deutschlands größtem Choleraexperten wurde, ließ ihn „eine Verkettung unglücklicher Umstände aus dieser Prüfung nicht unbeschädigt hervorgehen.“
Nach einer zweijährigen klinischen Erprobung führte er 1894 Emil von Behrings Heilserum zur Behandlung der gefürchteten Diphtherie ein. Mit Pyozyaneus-Präparaten hatte er auch in der Typhusbekämpfung Erfolge. „Als sein Ansehen bei einer Machtprobe mit einer selbstbewußten Oberin weitere Einbußen erlitt, zog er sich 1901 auf einen weniger exponierten Posten in einer kleineren Klinik in Bonn zurück.“ 1904/05 ließ sich Rumpf am Bonner Rheinufer nach Plänen des Berliner Architekturbüros Kayser & von Großheim eine Villa erbauen (Schaumburg-Lippe-Straße 8; kriegszerstört).
1907 wurde er ordentlicher Honorarprofessor und Professor für Soziale Medizin an der Universität Bonn. 1912 zum Geheimen Medizinalrat ernannt und 1922 pensioniert, verlebte er den Ruhestand im heimatlichen Volkmarsen bei Kassel.

## Schriften (Auswahl)
- Ataxie nach Diphtheritis. Deutsches Archiv für klinische Medizin 1877
- Über einige Rückenmarkssymptome bei chronischen Gehirnerkrankungen. Deutsches Archiv für klinische Medizin 1878
- Zur Physiologie und Pathologie der Tastempfindung (A. f. Ps. XV)
- Die syphilitischen Erkrankungen des Nervensystems. Wiesbaden 1887
- mit Eugen Fraenkel: Klinische und pathologisch-anatomische Beiträge zur Choleraniere. Deutsches Archiv für klinische Medizin
- Krankenhaus und Krankenpflege. Berlin 1896
- Die Cholera indica und nostra. Jena 1898
- Die Diphtherie. In: Ebstein-Schwalbe's Handbuch der praktischen Medizin, 1899
- Die Erhaltung der geistigen Gesundheit. Walter de Gruyter & Co., Berlin 1919.
- Lebenserinnerungen. A. Marcus und E. Webers Verlag Bonn 1925